# Гвер (језеро)
Гвер (енгл. Lake Gwer) је речно језеро у Јужном Судану у вилајету Вараб, око 25 километара североисточно од града Гогријала. Захвата површину од око 1 км², дужине 0,5-1 и ширине до 1 километра. Окружено је са свих страна мочварним земљиштем које је за време кишне сезоне прекривено водом. Настало је меандрирањем реке Џур, која је након тога напустила овај басен и формирало се језеро. Око 5 километара североисточно налази се језеро Лојнг.